# TT Assen 1961
De TT van Assen 1961 was de vijfde Grand Prix van het wereldkampioenschap wegrace-seizoen 1961. De races werden verreden op zaterdag 24 juni 1961 op het Circuit van Drenthe vlak bij Assen. Alle klassen kwamen aan de start en de wereldtitel in de zijspanklasse werd hier beslist. 

## Algemeen
In de zijspanklasse werd de wereldtitel in Assen al beslist, maar in de meeste andere klassen werd het juist veel spannender: In de 500cc-klasse zat er slechts één punt tussen Gary Hocking en Mike Hailwood, in de 350cc-klasse stonde Hocking en František Šťastný samen aan de leiding en in de 250cc-klasse scheidden slechts twee punten Hailwood en Tom Phillis.

## 500cc-klasse
Gary Hocking nam vanaf de start meteen een grote voorsprong. Uiteindelijk wist Mike Hailwood de schade te beperken door op slechts 26 seconden tweede te worden, maar derde man Bob McIntyre eindigde bijna twee minuten na Hocking. Die nam de leiding in het WK weer over van Hailwood, maar met slechts één punt voorsprong. 
| Pos | Coureur           | Merk      | Tijd      | Punten |
| --- | ----------------- | --------- | --------- | ------ |
| 1   | Gary Hocking      | MV Privat | 1:05"37'2 | 8      |
| 2   | Mike Hailwood     | Norton    | +26'0     | 6      |
| 3   | Bob McIntyre      | Norton    | +1"43'3   | 4      |
| 4   | Phil Read         | Norton    | +2"18'9   | 3      |
| 5   | Frank Perris      | Norton    | +2"24'9   | 2      |
| 6   | Ron Miles         | Norton    | +1 ronde  | 1      |
| 7   | Karl Hoppe        | Norton    | +1 ronde  |        |
| 8   | Trevor Pound      | Norton    | +1 ronde  |        |
| 9   | Ernst Hiller      | Matchless | +1 ronde  |        |
| 10  | Lothar John       | BMW       | +1 ronde  |        |
| 11  | Rudolf Thalhammer | Norton    | +1 ronde  |        |
| 12  | Geoff Tanner      | Norton    | +2 ronden |        |
| 13  | Anton Elbersen    | BMW       | +2 ronden |        |
| 14  | Joop Vogelzang    | Norton    | +2 ronden |        |
| 15  | Rudolf Gläser     | Norton    | +2 ronden |        |

| Coureur           | Merk      | Oorzaak |
| ----------------- | --------- | ------- |
| Bert Schneider    | Norton    |         |
| Heinz Kauert      | Matchless |         |
| Jacques Insermini | Norton    |         |
| Peter Horton      | Norton    |         |
| Peter Pawson      | Norton    |         |
| Willy van Leeuwen | Norton    |         |

| Coureur       | Merk   | Oorzaak  |
| ------------- | ------ | -------- |
| Hugh Anderson | Norton | Blessure |

| Coureur              | Merk      | Oorzaak  |
| -------------------- | --------- | -------- |
| Eduardo Salatino     | Norton    |          |
| Jorge Kissling       | Matchless |          |
| Juan Carlos Salatino | Norton    |          |
| Juan Perkins         | Norton    |          |
| Jack Findlay         | Norton    | Blessure |
| Tom Phillis          | Norton    |          |
| Mike Duff            | Matchless |          |
| Fritz Messerli       | Matchless |          |
| Gyula Marsovszky     | Norton    |          |
| Hans-Günter Jäger    | BMW       |          |
| Roland Föll          | Matchless |          |
| Anssi Resko          | Norton    |          |
| Antoine Paba         | Norton    |          |
| Alistair King        | Norton    |          |
| John Farnsworth      | Norton    |          |
| Peter Chatterton     | Norton    |          |
| Ron Langston         | Matchless |          |
| Tom Thorp            | Norton    |          |
| Tony Godfrey         | Norton    |          |
| Alberto Pagani       | Norton    |          |
| Horacio Costa        | Norton    |          |
| Paddy Driver         | Norton    |          |

### Top tien tussenstand 500cc-klasse
| Pos | Coureur           | Merk                  | Ptn |
| --- | ----------------- | --------------------- | --- |
| 1   | Gary Hocking      | MV Agusta / MV Privat | 24  |
| 2   | Mike Hailwood     | Norton                | 23  |
| 3   | Bob McIntyre      | Norton                | 10  |
| 4   | Frank Perris      | Norton                | 8   |
| 5   | Hans-Günter Jäger | BMW                   | 4   |
| 5   | Antoine Paba      | Norton                | 4   |
| 5   | Tom Phillis       | Norton                | 4   |
| 8   | Alistair King     | Norton                | 3   |
| 8   | Gyula Marsovszky  | Norton                | 3   |
| 8   | Phil Read         | Norton                | 3   |

## 350cc-klasse
In de 350cc-klasse was de overmacht van de MV Privat veel minder dan in de 500cc-klasse. Vooral Bob McIntyre kon met de Bianchi tweecilinder goed volgen en finishte slechts twee seconden achter Gary Hocking. František Šťastný (Jawa) werd derde, waardoor Hocking met hem op gelijke hoogte in het WK kwam.
| Pos | Coureur           | Merk      | Tijd      | Punten |
| --- | ----------------- | --------- | --------- | ------ |
| 1   | Gary Hocking      | MV Privat | 1:06"54'8 | 8      |
| 2   | Bob McIntyre      | Bianchi   | +2'4      | 6      |
| 3   | František Šťastný | Jawa      | +2"10'0   | 4      |
| 4   | Ernesto Brambilla | Bianchi   | +2"59'6   | 3      |
| 5   | Phil Read         | Norton    | +3"08'8   | 2      |
| 6   | Frank Perris      | Norton    | +1 ronde  | 1      |
| 7   | Karl Hoppe        | AJS       | +1 ronde  |        |
| 8   | Gustav Havel      | Jawa      | +1 ronde  |        |
| 9   | Rudi Thalhammer   | Norton    | +1 ronde  |        |
| 10  | Trevor Pound      | Norton    | +1 ronde  |        |
| 11  | Raymond Bogaerdt  | Norton    | +1 ronde  |        |
| 12  | Willy van Leeuven | Norton    | +1 ronde  |        |
| 13  | Tony Horton       | Norton    | +1 ronde  |        |
| 14  | Rudolf Gläser     | Norton    | +1 ronde  |        |
| 15  | Jacques Insermini | Norton    | +2 ronden |        |
| 16  | Peter Horton      | AJS       | +2 ronden |        |
| 17  | Heinz Kauert      | AJS       | +2 ronden |        |

| Coureur       | Merk | Oorzaak |
| ------------- | ---- | ------- |
| Hugh Anderson | AJS  | Val     |

| Coureur          | Merk            | Oorzaak   |
| ---------------- | --------------- | --------- |
| Mike Hailwood    | AJS / MV Privat |           |
| Ralph Rensen (†) | Norton          | Overleden |

| Coureur          | Merk    |
| ---------------- | ------- |
| Bert Schneider   | Norton  |
| Mike Duff        | AJS     |
| Hans Pesl        | Norton  |
| Alan Shepherd    | AJS     |
| Alistair King    | Bianchi |
| Derek Minter     | Norton  |
| Ron Langston     | AJS     |
| Roy Ingram       | Norton  |
| Tommy Robb       | AJS     |
| Silvio Grassetti | Benelli |

### Top tien tussenstand 350cc-klasse
| Pos | Coureur           | Merk                  | Ptn |
| --- | ----------------- | --------------------- | --- |
| 1   | František Šťastný | Jawa                  | 14  |
| 1   | Gary Hocking      | MV Agusta / MV Privat | 14  |
| 3   | Phil Read         | Norton                | 10  |
| 4   | Ralph Rensen (†)  | Norton                | 7   |
| 5   | Gustav Havel      | Jawa                  | 6   |
| 5   | Bob McIntyre      | Bianchi               | 6   |
| 7   | Rudi Thalhammer   | Norton                | 4   |
| 8   | Derek Minter      | Norton                | 3   |
| 8   | Ernesto Brambilla | Bianchi               | 3   |
| 10  | Hans Pesl         | Norton                | 2   |
| 10  | Frank Perris      | Norton                | 2   |

## 250cc-klasse
Mike Hailwood won met zijn Honda RC 162 zijn tweede opeenvolgende 250cc-race. Bob McIntyre werd tweede. Daarmee bleven ze de officiële fabrieksrijder Jim Redman  voor. Tom Phillis kwam niet aan de start en daardoor nam Hailwood nu zelfs de leiding in de WK-stand. 

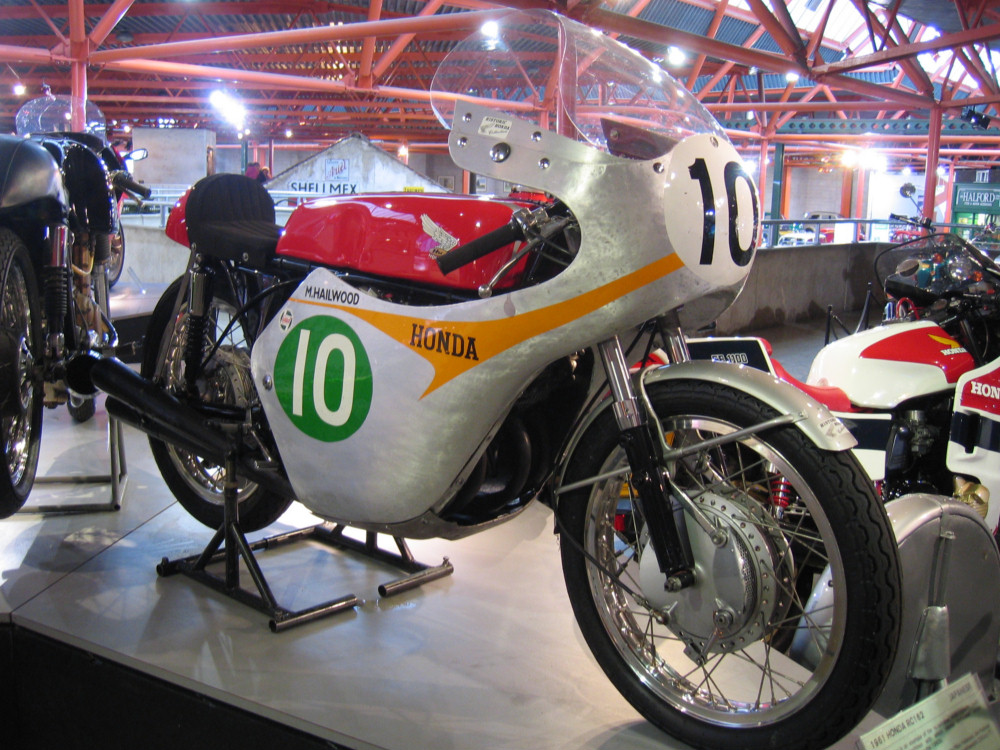
Mike Hailwood's winnende Honda RC 162 was net als die van Bob McIntyre gehuurd.

| Pos | Coureur           | Merk    | Tijd      | Punten |
| --- | ----------------- | ------- | --------- | ------ |
| 1   | Mike Hailwood     | Honda   | 56"34'8   | 8      |
| 2   | Bob McIntyre      | Honda   | +29'4     | 6      |
| 3   | Jim Redman        | Honda   | +1"01'6   | 4      |
| 4   | Silvio Grassetti  | Benelli | +2"54'4   | 3      |
| 5   | František Šťastný | Jawa    | +1 ronde  | 2      |
| 6   | Fumio Ito         | Yamaha  | +1 ronde  | 1      |
| 7   | Cas Swart         | Benelli | +2 ronden |        |
| 8   | Tansharu Noguchi  | Yamaha  | +2 ronden |        |
| 9   | František Srna    | Jawa    | +2 ronden |        |

| Coureur             | Merk                  |
| ------------------- | --------------------- |
| Tom Phillis         | Honda                 |
| Luigi Taveri        | Honda                 |
| Ernst Degner        | MZ                    |
| Hans Fischer        | MZ                    |
| Werner Musiol       | MZ                    |
| Alan Shepherd       | MZ                    |
| Dan Shorey          | NSU                   |
| Tarquinio Provini   | Morini                |
| Kunimitsu Takahashi | Honda                 |
| Naomi Taniguchi     | Honda                 |
| Sadao Shimazaki     | Honda                 |
| Yoshikazu Sunako    | Yamaha                |
| Gary Hocking        | MV Agusta / MV Privat |

### Top tien tussenstand 250cc-klasse
| Pos | Coureur             | Merk                  | Ptn |
| --- | ------------------- | --------------------- | --- |
| 1   | Mike Hailwood       | Mondial / Honda       | 22  |
| 2   | Tom Phillis         | Honda                 | 20  |
| 3   | Jim Redman          | Honda                 | 18  |
| 4   | Kunimitsu Takahashi | Honda                 | 15  |
| 5   | Silvio Grassetti    | Benelli               | 9   |
| 6   | Gary Hocking        | MV Agusta / MV Privat | 8   |
| 7   | Tarquinio Provini   | Morini                | 7   |
| 8   | Bob McIntyre        | Honda                 | 6   |
| 9   | Ernst Degner        | MZ                    | 3   |
| 9   | Hans Fischer        | MZ                    | 3   |

## 125cc-klasse
Tom Phillis profiteerde in de 125cc-race optimaal van het uitvallen van Mike Hailwood en de val van Ernst Degner. Daardoor kwam Phillis nu alleen aan de leiding in de WK-stand te staan. Jim Redman werd tweede en klom daardoor naar de derde plaats in het WK. Alan Shepherd werd met zijn MZ RE 125 derde. Jan Huberts kreeg net als in 1960 de beschikking over een Honda en hij werd daar achtste mee. 

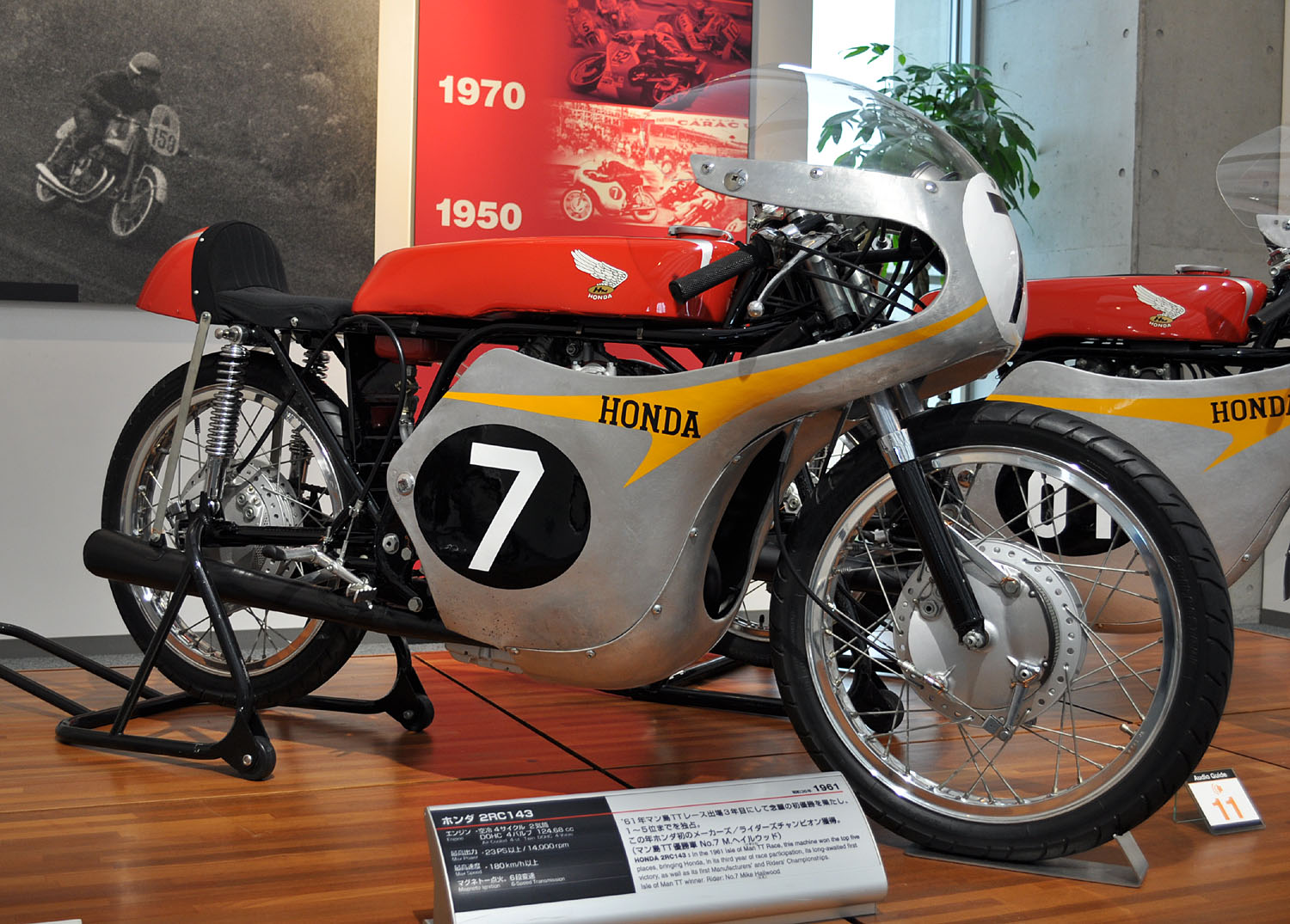
Honda 2RC 143

| Pos | Coureur            | Merk    | Tijd      | Punten |
| --- | ------------------ | ------- | --------- | ------ |
| 1   | Tom Phillis        | Honda   | 50"55'7   | 8      |
| 2   | Jim Redman         | Honda   | +19'9     | 6      |
| 3   | Alan Shepherd      | MZ      | +1"37'6   | 4      |
| 4   | Phil Read          | EMC     | +2"45'5   | 3      |
| 5   | Werner Musiol      | MZ      | +2"46'8   | 2      |
| 6   | Rex Avery          | EMC     | +3"43'9   | 1      |
| 7   | Walter Brehme      | MZ      | +1 ronde  |        |
| 8   | Jan Huberts        | Honda   | +1 ronde  |        |
| 9   | Yoshikazu Sunako   | Yamaha  | +1 ronde  |        |
| 10  | Fumio Ito          | Yamaha  | +1 ronde  |        |
| 11  | Francisco Gonzalez | Bultaco | +1 ronde  |        |
| 12  | John Grace         | Bultaco | +1 ronde  |        |
| 13  | Cees van Dongen    | Yamaha  | +1 ronde  |        |
| 14  | Michio Ichino      | Suzuki  | +1 ronde  |        |
| 15  | Vittorio Zito      | Ducati  | +1 ronde  |        |
| 16  | Mitsuo Itoh        | Suzuki  | +2 ronden |        |
| 17  | Matsumoto Toshio   | Suzuki  | +2 ronden |        |
| 18  | Jaap Stoltenkamp   | NSU     | +2 ronden |        |

| Coureur       | Merk  | Oorzaak    |
| ------------- | ----- | ---------- |
| Ernst Degner  | MZ    | Val        |
| Mike Hailwood | Honda | Mechanisch |

| Coureur          | Merk    | Oorzaak   |
| ---------------- | ------- | --------- |
| Ralph Rensen (†) | Bultaco | Overleden |

| Coureur             | Merk    |
| ------------------- | ------- |
| Héctor Pochettino   | Bultaco |
| Luigi Taveri        | Honda   |
| Hans Fischer        | MZ      |
| Ricardo Quintanilla | Bultaco |
| László Szabó        | MZ      |
| Kunimitsu Takahashi | Honda   |
| Naomi Taniguchi     | Honda   |
| Sadao Shimazaki     | Honda   |
| Teisuke Tanaka      | Honda   |
| Ulf Svensson        | Ducati  |

### Top tien tussenstand 125cc-klasse
| Pos | Coureur             | Merk        | Ptn |
| --- | ------------------- | ----------- | --- |
| 1   | Tom Phillis         | Honda       | 28  |
| 2   | Ernst Degner        | MZ          | 20  |
| 3   | Jim Redman          | Honda       | 17  |
| 4   | Mike Hailwood       | EMC / Honda | 14  |
| 5   | Luigi Taveri        | Honda       | 10  |
| 5   | Alan Shepherd       | MZ          | 10  |
| 7   | Walter Brehme       | MZ          | 4   |
| 8   | Hans Fischer        | MZ          | 3   |
| 8   | Phil Read           | EMC         | 3   |
| 10  | John Grace          | Bultaco     | 2   |
| 10  | Kunimitsu Takahashi | Honda       | 2   |
| 10  | Sadao Shimazaki     | Honda       | 2   |
| 10  | Werner Musiol       | MZ          | 2   |

## Zijspanklasse
Na het uitvallen van Fritz Scheidegger ontstond een tweestrijd tussen Max Deubel en Pip Harris. Die eindigde toen Harris een lekke band kreeg, waardoor Deubel met passagier Emil Hörner de race met een ruime voorsprong won. Deubel was nu zeker van de wereldtitel. 
| Pos | Coureur            | Bakkenist            | Merk   | Tijd      | Punten |
| --- | ------------------ | -------------------- | ------ | --------- | ------ |
| 1   | Max Deubel         | Emil Hörner          | BMW    | 52"30'2   | 8      |
| 2   | Edgar Strub        | Kurt Huber           | BMW    | +1"40'6   | 6      |
| 3   | Jackie Beeton      | Eddie Bulgin         | BMW    | +1"40'8   | 4      |
| 4   | August Rohsiepe    | Lothar Böttcher      | BMW    | +1"57'4   | 3      |
| 5   | Henry Curchod      | Armand Beyeler       | BMW    | +1 ronde  | 2      |
| 6   | Arsenius Butscher  | Erika Butscher       | BMW    | +1 ronde  | 1      |
| 7   | Jo Rogliardo       | Marcel Gaudillot     | BMW    | +1 ronde  |        |
| 8   | Ray Foster         | Jean Foster          | Norton | +1 ronde  |        |
| 9   | Chris Vincent      | John Thornton        | BSA    | +1 ronde  |        |
| 10  | Fred Hanks         | E. Blight            | Norton | +1 ronde  |        |
| 11  | Boško Šnajder      | Mladen Kytha         | BMW    | +1 ronde  |        |
| 12  | Eric Vincent       | Ray Harding          | Norton | +1 ronde  |        |
| 13  | John Tickle        | Catherine Ann Tickle | Norton | +2 ronden |        |
| 14  | Harmen van der Wal | Jan van Gelder       | Norton | +2 ronden |        |
| 15  | Leo Münninghoff    | Carel van Bregt      | Norton | +2 ronden |        |

| Coureur           | Bakkenist       | Merk | Oorzaak    |
| ----------------- | --------------- | ---- | ---------- |
| Fritz Scheidegger | Horst Burkhardt | BMW  |            |
| Pip Harris        | Ray Campbell    | BMW  | Lekke band |

| Coureur           | Bakkenist             | Merk | Oorzaak |
| ----------------- | --------------------- | ---- | ------- |
| Helmut Fath       | Alfred Wohlgemuth (†) | BMW  | [ 5 ]   |
| Florian Camathias | Hilmar Cecco (†)      | BMW  | [ 6 ]   |

| Coureur               | Bakkenist       | Merk      |
| --------------------- | --------------- | --------- |
| Heinz Luthringshauser | Heiner Vester   | BMW       |
| Loni Neußner          | Fritz Reitmaier | BMW       |
| Otto Kölle            | Dieter Hess     | BMW       |
| Charlie Freeman       | Billie Nelson   | Norton    |
| Colin Seeley          | Wally Rawlings  | Matchless |

### Top tien tussenstand zijspanklasse
| Pos | Coureur                     | Bakkenist                                            | Merk   | Ptn |
| --- | --------------------------- | ---------------------------------------------------- | ------ | --- |
| 1   | Max Deubel (wereldkampioen) | Emil Hörner (wereldkampioen)                         | BMW    | 30  |
| 2   | Fritz Scheidegger           | Horst Burkhardt                                      | BMW    | 26  |
| 3   | Edgar Strub                 | Kurt Huber                                           | BMW    | 14  |
| 4   | August Rohsiepe             | Lothar Böttcher                                      | BMW    | 10  |
| 5   | Arsenius Butscher           | Manfred Ludwigkeit, Alfred Schmidt en Erika Butscher | BMW    | 9   |
| 6   | Helmut Fath                 | Alfred Wohlgemuth (†)                                | BMW    | 8   |
| 7   | Otto Kölle                  | Dieter Hess                                          | BMW    | 6   |
| 8   | Pip Harris                  | Ray Campbell                                         | BMW    | 4   |
| 8   | Jackie Beeton               | Eddie Bulgin                                         | Norton | 4   |
| 10  | Heinz Luthringshauser       | Heiner Vester                                        | BMW    | 2   |
| 10  | Charlie Freeman             | Billie Nelson                                        | Norton | 2   |
| 10  | Henry Curchod               | Armand Beyeler                                       | BMW    | 2   |